# Parepierus arcuatus
Parepierus arcuatus är en skalbaggsart som beskrevs av Heinrich Bickhardt 1913. Parepierus arcuatus ingår i släktet Parepierus och familjen stumpbaggar. Inga underarter finns listade i Catalogue of Life.